# ويلي يونغ دانييل
ويلي يونغ دانييل (بالإنجليزية: Wiley Young Daniel)‏ هو قاضي ومحامي أمريكي، ولد في 10 سبتمبر 1946 في لويفيل في الولايات المتحدة، وتوفي في 10 مايو 2019.